# ヨーロピアンチャンピオンシップス
ヨーロピアンチャンピオンシップス（European Championships）は欧州放送連合（ユーロビジョン）と欧州競技連盟が連携し、2018年からオリンピック中間年に開催されていた総合競技大会。同じ総合競技大会であるヨーロッパ競技大会とは別である。

## 歴史
第1回はイギリス・グラスゴーで自転車・体操・水泳・トライアスロン・ボート・ゴルフ、ドイツ・ベルリンでは陸上競技が開催された。
この大会では国別対抗で行われ、ロシアが総合優勝を果たした。
第2回は2022年にドイツ・ミュンヘンで自転車・体操・卓球・トライアスロン・ボート・カヌースプリント・スポーツクライミング・ビーチバレー・陸上が開催。ロシア軍のウクライナ侵攻を受け、ロシアと同盟国のベラルーシが追放され、地元ドイツが国別対抗戦総合優勝を果たした。

## 歴代開催地・総合成績
| 年   | 開催地               | 開催国          | 種目数 | 開催期間          | 総合成績 | 総合成績 | 総合成績 |
| 年   | 開催地               | 開催国          | 種目数 | 開催期間          | 優勝     | 2位      | 3位      |
| ---- | -------------------- | --------------- | ------ | ----------------- | -------- | -------- | -------- |
| 2018 | グラスゴー ベルリン, | イギリス ドイツ | 187    | ８月2日–８月12日  | ロシア   | 英国     | イタリア |
| 2022 | ミュンヘン           | ドイツ          | 176    | ８月11日–８月21日 | ドイツ   | 英国     | イタリア |